# Lysohlávka česká
Lysohlávka česká (Psilocybe bohemica Šebek ex Šebek) je drobná houba z čeledi límcovkovitých. Byla popsána z lokality v Čechách v 80. letech 20. století českým mykologem Svatoplukem Šebkem. Podobně jako některé další evropské lysohlávky (lysohlávka tajemná – Psilocybe arcana, lysohlávka moravská – Psilocybe moravica, lysohlávka modrající – Psilocybe cyanescens aj.) obsahuje psychoaktivní látky psilocybin a psilocin. Dle molekulární analýzy publikované v roce 2010 (Borovička et al.) je P. bohemica (Šebek, 1983) identický druh s P. arcana (Borovička et Hlaváček, 2001), P. moravica (Borovička, 2003) a P. serbica (Moser et Horak, 1968).

## Synonyma
- Stropharia coprinifacies Rolland ss. Herink
- Psilocybe coprinifacies (Rolland) Pouzar
- Psilocybe mairei Singer ss. Kubička et alli, pp., non Singer

## Popis
- Klobouk má obvykle 2–5 cm v průměru, v mládí je tupě kuželovitý, později až sklenutý či téměř plochý, často s hrbolem a se slabě rýhovaným okrajem. Barvy je za vlhka někdy špinavě hnědé (bez oranžových tónů), nejčastěji však karamelově hnědé, vysycháním přechází do špinavě bílé (světlá mléčná káva). Při poranění a ve stáří modrozelená.
- Lupeny jsou přirostlé a obvykle krátce sbíhavé, nejdříve světle šedé či světle šedohnědé, později okrově hnědé se světlejším ostřím, nejsou čokoládově hnědé.
- Třeň je 4,5–10 cm dlouhý, 0,2–0,7 cm silný, relativně tenký, válcovitý, lysý, lehce žíhaný (s nepatrnými zbytky vela). Na bázi obvykle nebývá výrazně ztlustlý, s hustými rhizomorfami prorůstajícími do substrátu. Po otlačení modrající.
- Podboubí bílé, tvoří rhizomorfy cca 1mm silné

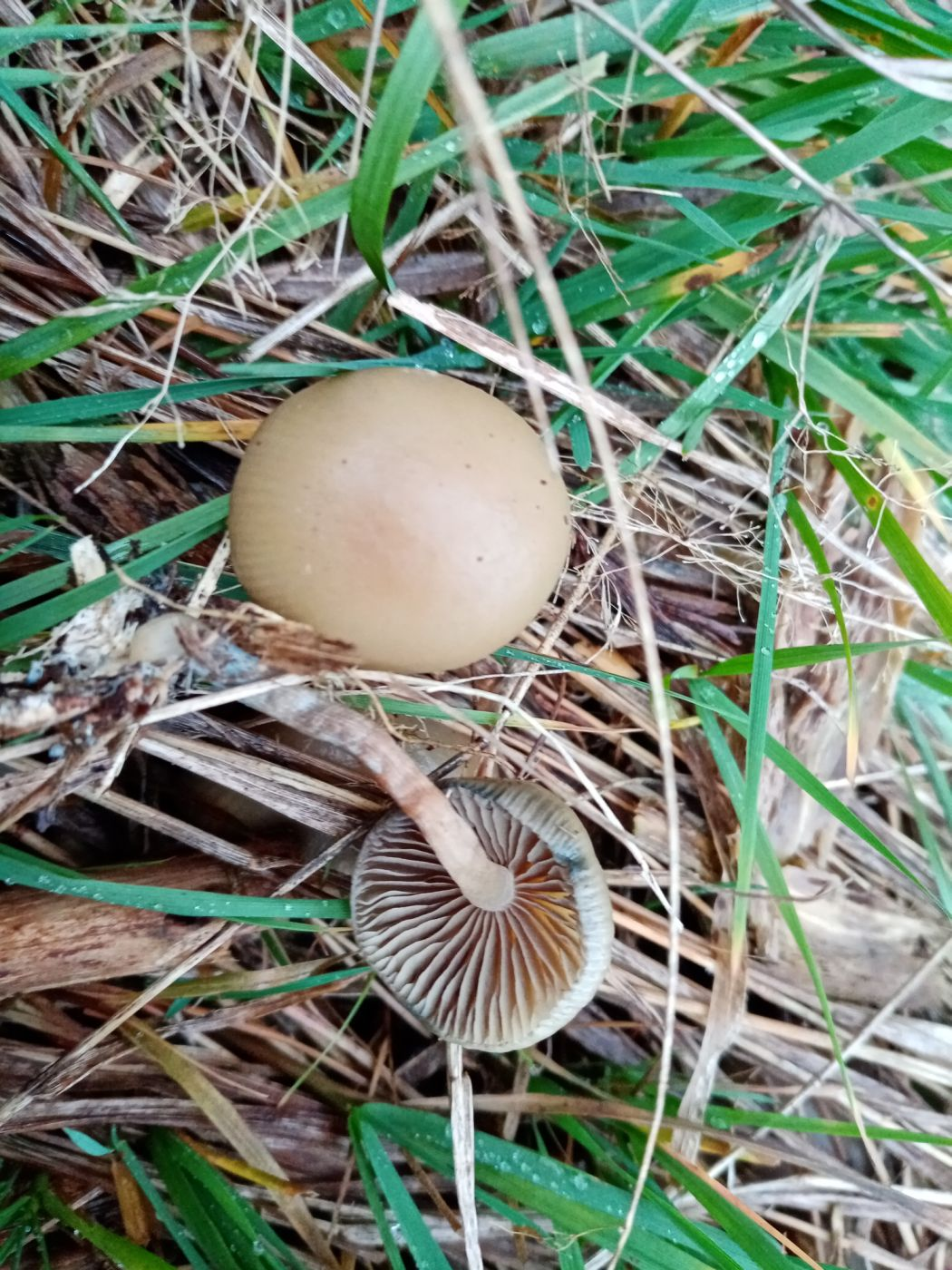
Mladé plodnice
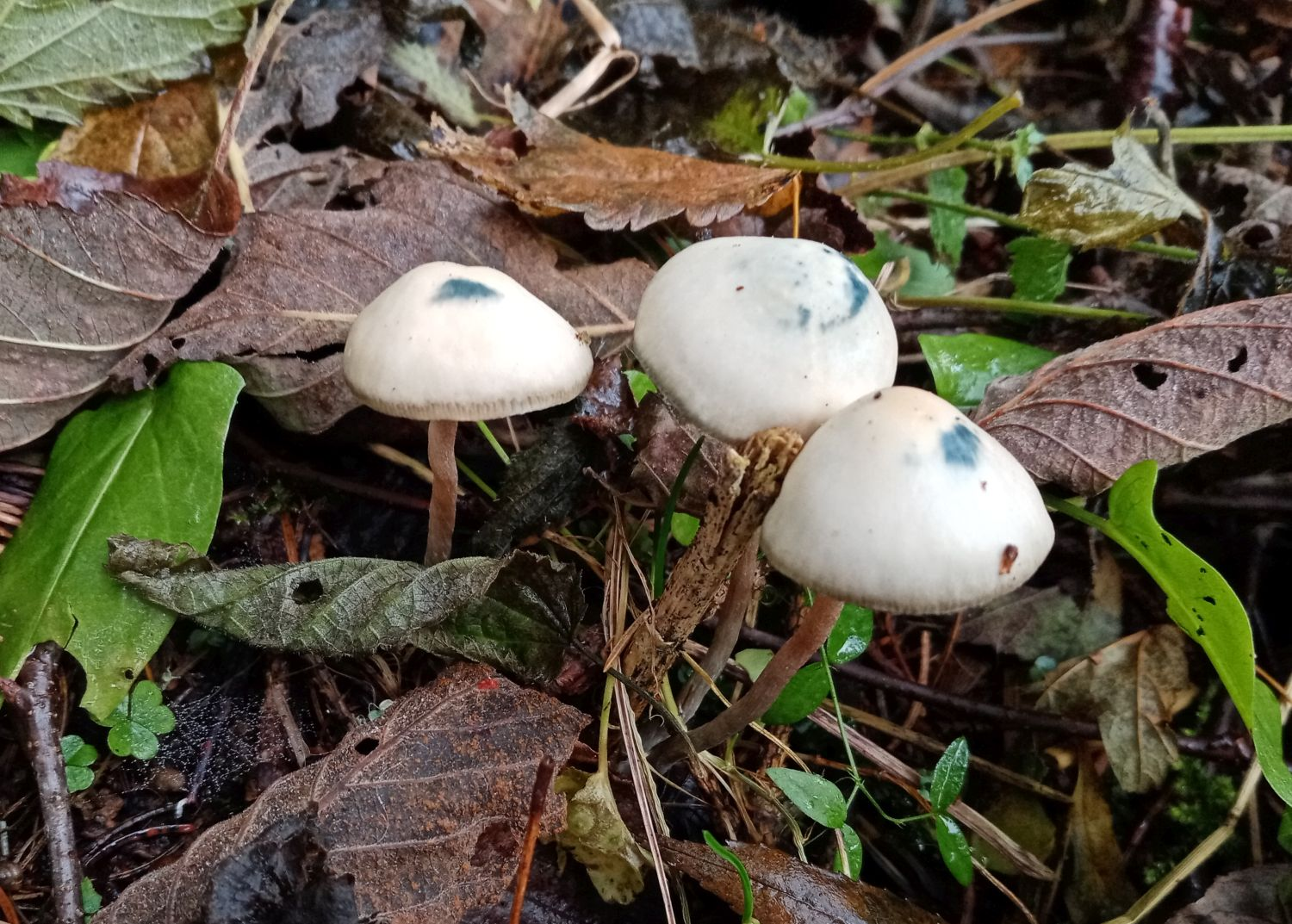
Vysušením zbělalé plodnice se známkami modrání

## Výskyt
Roste v srpnu až prosinci (vzácně i později), většinou ve skupinách, na rozkládajících se větvičkách a opadu podél lesních cest a v kopřivách, v několika málo případech i uprostřed lesa. Prostředí pro podhoubí jsou spadlé větve listnatých dřevin. Upřednostňuje ruderální půdy. Oproti lysohlávce tajemné je velmi vzácná, v ČR je asi 20 ověřených lokalit.[zdroj?]

## Účinné látky
Psychoaktivní houba, obsahuje psilocybin a psilocin. Halucinogenní účinky se jeví jako potenciálně perspektivní v psychodiagnostice a snad i v psychoterapii. Nutné je ale varovat před požitím těchto hub bez lékařského doporučení, neboť jde o látky rizikové (účinky jsou podobné LSD). V dnešní době je často pro své psychoaktivní účinky užívána jako halucinogenní droga. Většinou se konzumuje syrová nebo sušená.

## Možné záměny
Mezi houbami, které na první pohled mohou vypadat podobně jsou:
- Jedovatá čepičatka jehličnanová,[2] která navíc často roste na stejných místech.
- Jedovatá sametovka vrásčitá
- Opeňka měnlivá
- Špička obecná
- Třepenitky (svazčitá, cihlová, maková)
- Helmovka (různé druhy, např. pařezová.
- Křehutka (různé druhy)
- Pavučinec hnědý
- Jiné druhy lysohlávek (modrající, lesní, azurově modrající)